# Kasymer Aufstand
Der Kasymer Aufstand (russisch Казымское восстание) war eine Rebellion der Chanten Westsibiriens gegen die Kollektivierungspolitik der sowjetischen Regierung in den Jahren 1931–34. Der Aufstand ist nach dem Ort Kasym am gleichnamigen Fluss im Autonomen Kreis der Chanten und Mansen benannt. Einige Quellen sprechen von Aufständen in der Mehrzahl mit einer Serie von Ereignissen ab 1931 und einigen halbherzigen Beschwichtigungsversuchen der sowjetischen Regierung, die schließlich in der gewaltsamen Niederschlagung der Jahre 1933 und der Repression des Jahres 1934 mündete.

## Hintergrund
In den 1930er Jahren war die Ortschaft Kasym am gleichnamigen Fluss von der Regierung als „Kultbasa“ (Kulturelle Basis) eingerichtet worden. Der Theorie nach sollte eine Kultbasa die Chanten an das sesshafte Dorfleben gewöhnen, einschließlich deren Annehmlichkeiten in Gestalt von Schulen, Krankenhäusern, Geschäften und anderem. Infolge des Versuchs, die indigenen Völker zu kollektivieren und in kontrollierbaren Siedlungen anzusiedeln, verließen viele Chanten ihrer Wohnplätze im Wald. Andere wurden zwangsweise umgesiedelt. Außerdem wurden die chantischen Kinder zum Besuch der Internate wie desjenigen in Kasym gezwungen und zu diesem Zweck für Jahre aus ihren Familien entfernt und ihnen wurden der Gebrauch der Muttersprache und das Praktizieren der Gebräuche ihres Volkes verboten.
Parallel zu dieser Entwicklung wurden traditionelle Führungspersönlichkeiten vom Staat zu „Kulaken“ erklärt, festgesetzt und hingerichtet. Infolgedessen kam es 1933 zu einer Revolte mit Unterstützung der Waldnenzen, der als Aufstand von Kasym bekannt wurde. Der Aufstand war um die Ortschaft Kasym konzentriert und wurde nach mehreren Wochen von der Roten Armee niedergeschlagen, die Dutzende Dorfbewohner niedergemetzelt und deren Häuser niedergebrannt haben soll. Der Aufstand war der letzte militante Widerstand indigener Völker Sibiriens gegen die Sowjetherrschaft.
Danach wurde Teilnahme am Bärenfest oder anderen chantischen Riten mit zehn Jahren Freiheitsentzug bedroht. Die Bärenjagd wurde verboten und alles, was mit der chantischen Kultur verbunden war, darunter heilige Stätten, Schreine oder Friedhöfe, wurde zerstört.
Erst in den 1980er Jahren während der Glasnost-Politik unter Michail Gorbatschow wurden diese Verbote gelockert.

## In Literatur und Film
Jeremei Aipin (russisch Еремей Айпин), ein Schriftsteller chantischer Herkunft, verfasste einen Roman mit dem Titel Die Gottesmutter im blutigen Schnee (russisch «Божья матерь в кровавых снегах»), der 2002 veröffentlicht wurde und die Grundlage für den Film Die Chanty-Saga (russisch Сага о Хантах) aus dem Jahre 2008 darstellte. Der Roman schildert den Aufstand in literarischer Form.